# Промзино
Промзино (мокш. Паранза) — село в Зубово-Полянском районе Мордовии России. Входит в состав Анаевского сельского поселения.

## География
Расположено на р. Вад, в 32 км от районного центра и 13 км от железнодорожной станции Вад.

## История
Название-антропоним: Промзе из кадомской мордвы в этих местах была выделена земля, на что указывает «Жалованная грамота…» (1538). В «Списке населённых мест Тамбовской губернии» (1866) Промзино — деревня казённая из 127 дворов (893 чел.) Спасского уезда. В начале 1930-х гг. был создан колхоз, затем объединён с хозяйством им. Куйбышева, с 1992 г. — ТОО «Каргашинское», с 1996 г. — СХПК «Каргашинский» (центр — с. Каргашино). В современном Промзине — отделение связи; памятник воинам, погибшим в годы Великой Отечественной войны.

## Население
| 2002 | 2010 |
| ---- | ---- |
| 53   | ↘24  |

## Национальный состав
Согласно результатам Всероссийской переписи населения 2002 года, в национальной структуре населения мордва-мокша составляли 100 %.

## Источник
- Энциклопедия Мордовия, О. Е. Поляков.